# Lina Uhac
Lina Uhac (* 5. Dezember 1979) ist eine schwedische Badmintonspielerin. 

## Karriere
Lina Uhac wurde 2001 schwedische Juniorenmeisterin der U22 im Mixed. 2002 siegte sie bei den Norwegian International. 2007 wurde sie erstmals schwedische Meisterin bei den Erwachsenen.

## Sportliche Erfolge
| Saison    | Veranstaltung                     | Disziplin    | Platz | Name                                                     |
| --------- | --------------------------------- | ------------ | ----- | -------------------------------------------------------- |
| 2000/2001 | Schweden: Einzelmeisterschaft U22 | Herrendoppel | 1     | Frida Andreasson / Lina Uhac (GBK / MBK)                 |
| 2002      | Norwegian International           | Damendoppel  | 1     | Frida Andreasson / Lina Uhac                             |
| 2006/2007 | Schweden: Einzelmeisterschaft     | Damendoppel  | 1     | Lina Alfredsson / Lina Uhac (Malmö BK / Västra Frölunda) |

## Referenzen
- Lina Uhac beim Badminton-Weltverband

| Personendaten    | Personendaten                  |
| ---------------- | ------------------------------ |
| NAME             | Uhac, Lina                     |
| KURZBESCHREIBUNG | schwedische Badmintonspielerin |
| GEBURTSDATUM     | 5. Dezember 1979               |